# Inkontinens
Inkontinens innebär oförmåga att kontrollera urin (urininkontinens) eller avföring (avföringsinkontinens). Symtomen kan hanteras bland annat med hjälp av inkontinenshjälpmedel, som exempelvis skydd, analpropp, blöja eller kateter. Grundorsaken kan förebyggas eller behandlas med varierande metoder, däribland kirurgi. Kvinnor med urininkontinens kan även använda intravaginala hjälpmedel .
Inkontinens eller urinläckage är vanligare än vad många tror, särskilt hos kvinnor. Inkontinens innebär att man kissar på sig eller på annat vis läcker urin. Trots att det är ett vanligt problem, skäms många över sina besvär och söker därför inte vård.
Orsakerna till inkontinens kan vara flera olika, men det tyder sällan på någon allvarlig sjukdom. Den vanligaste orsaken är en försvagad bäckenbottenmuskulatur, något som naturligt försvagas med åldern. Det är musklerna i bäckenbotten som hjälper till att hålla upp urinblåsan och urinröret. Muskulaturen kan tränas upp med hjälp av knipövningar. 
Andra orsaker till inkontinens kan vara nedsatt fysisk rörlighet, medicinsk eller neurologiska åkommor, urinvägsinfektioner, att östrogenmängden minskar i samband med klimakteriet, graviditet, förlossning, övervikt etc.

## Olika typer av inkontinens
- Ansträngningsinkontinens
- Trängningsinkontinens och överaktiv blåsa
- Blandinkontinens
- Neurogen inkontinens
- Överflödsinkontinens/överrinningsinkontinens
- Analinkontinens/avföringsinkontinens

Den vanligaste formen av inkontinens bland kvinnor är den som kallas för ansträngningsinkontinens, vilket innebär att det tryck som urinen skapar i urinblåsan blir för stort och att urinröret öppnas av trycket. Skadade eller försvagade muskler i bäckenet kan vara orsaken till att urinröret inte klarar av att hålla emot.
Trängningsinkontinens innebär att man utan vidare känner ett stort behov av att urinera och att man inte kan hålla sig. Denna typ av inkontinens är ofta resultatet av instabilitet i blåsan, vilket gör att muskulaturen blir avslappnad i ett för tidigt skede. Övervikt och graviditet är två faktorer som potentiellt sett kan orsaka trängningsinkontinens, men den kan även komma med åldern.
Överflödsinkontinens är okontrollerad tömning av urinblåsan i mindre mängder för att urinblåsan hela tiden är full eller överfull. Detta orsakas oftast av urinstämma. Denna typ av inkontinens drabbar nästan bara män, detta för att kvinnor mycket sällan drabbas av urinstämma. Om den inte åtgärdas i tid kan njurarna bli skadade.
Blandinkontinens kallas det när inkontinensen kan bestå av såväl ansträngningsinkontinens som trängningsinkontinens.

## Egenvård och behandling

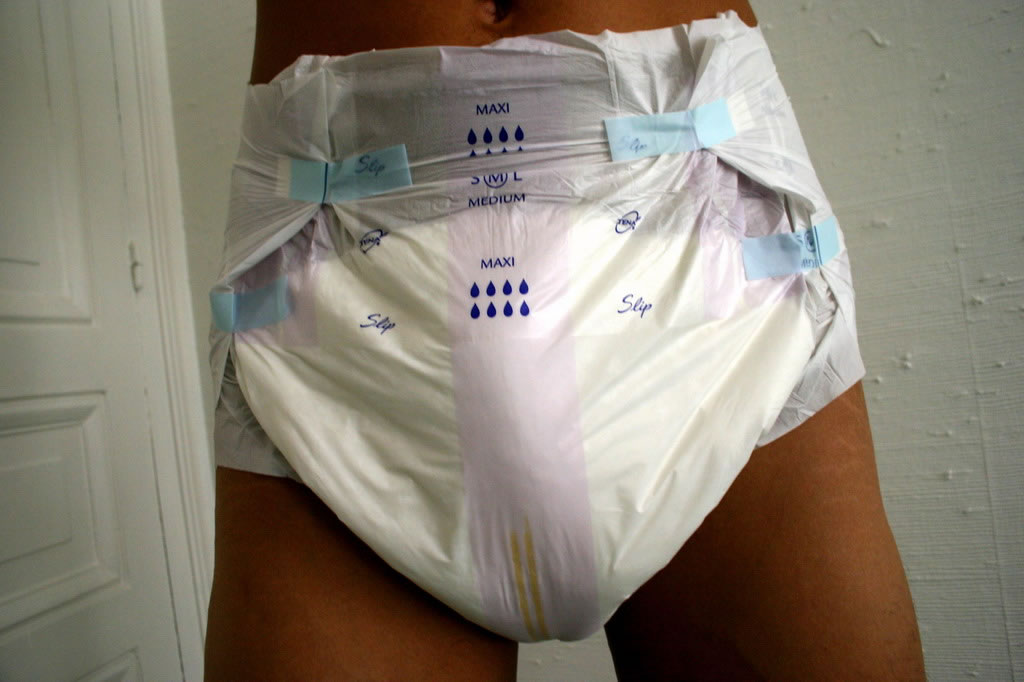
Moderna inkontinenshjälpmedel gör det möjligt att effektivt hantera inkontinens.

Det finns olika sätt att hantera inkontinens beroende på kön, vilken typ av problem man har, hur stora problem man har och om det är tillfälliga eller långvariga problem.
- Förebyggande insatser som kost och träning, exempelvis bäckenbottenträning.[1]

- Absorberande skydd – bindor, blöjor, engångsmadrasskydd och absorberande trosor fångar upp dropparna håller kläder och madrasser torra. Produkterna finns bland annat tillgängliga på apotek och dagligvaruhandeln. [1]

- För kvinnor med urininkontinens finns intravaginala inkontinenshjälpmedel som förs in i slidan och stöttar slidväggen för att minska risken för urinläckage framför allt vid ansträngningsinkontinens. Dessa hjälpmedel finns tillgängliga via apotek eller kan ordineras av urolog eller gynekolog.[2]

- Operation kan rekommenderas av en urolog eller gynekolog. Metoderna som finns tillgängliga för urininkontinens är suburetral slyngplastik, kolposuspension och artificiell sfinkter.[7]

Effekten av förebyggande insatser av inkontinens varierar beroende på typ av problem och metod. Träning, kost och toalettvanor kan i många fall få positiv effekt. När det kommer till egenvård rekommenderas bäckenbottenträning vid alla olika inkontinenstyper hos kvinnor.
Individer med inkontinens bör ta kontakt med sjukvården eftersom det idag finns både hjälpmedel, behandlingsalternativ och enkla ingrepp som kan minska besvären.
Vid förekomst av blod i urinen, svårigheter att tömma urinblåsan, plötsliga och starka träningar eller en neurologisk sjukdom är det lämpligt att omgående kontakta sjukvården, exempelvis husläkare, kontinensmottagningar på vårdcentraler och sjukhus eller gynekolog.

## Referenslista
1. 1 2 3  ”Urininkontinens – behandling”. Sveriges kommuner och regioner, SKR. 4 februari 2020. https://www.vardhandboken.se/vard-och-behandling/urinvagar/urininkontinens/behandling/. Läst 25 maj 2021.
2. 1 2  ”Diveen minskar risken för urinläckage vid fysisk ansträngning”. B. Braun. https://www.bbraun.se/sv_se/patienter/diveen/diveen-reducerar-anstrangningsinkontinens.html. Läst 25 maj 2021.
3. 1 2  ”Inkontinens – Information och behandlingsalternativ online”. www.euroclinix.net. https://www.euroclinix.net/se/inkontinens. Läst 12 mars 2017.
4. ↑  Samuelsson, Ralph Peeker, Eva. ”Urininkontinens | Läkemedelsboken”. lakemedelsboken.se. https://lakemedelsboken.se/kapitel/nefrologi-urologi/urininkontinens.html#g2_8. Läst 12 mars 2017.
5. ↑  ”Urininkontinens översikt”. Sveriges kommuner och regioner, SKR. 4 februari 2021. https://www.vardhandboken.se/vard-och-behandling/urinvagar/urininkontinens/oversikt/. Läst 25 maj 2021.
6. ↑  ”Analinkontinens - vård och behandling - Översikt”. Sveriges kommuner och regioner, SKR. 21 augusti 2020. https://www.vardhandboken.se/vard-och-behandling/tarmfunktion/analinkontinens---vard-och-behandling/oversikt/. Läst 25 maj 2021.
7. ↑  ”Behandling av urinkontinens”. Statens beredning för medicinsk och social utvärdering. 25 februari 2001. https://www.sbu.se/sv/publikationer/skrifter-och-faktablad/behandling-av-urininkontinens/. Läst 25 maj 2021.
8. 1 2 3  ”Urininkontinens”. Region Uppsala, 1177. 2020-017-10. https://www.1177.se/Uppsala-lan/sjukdomar--besvar/njurar-och-urinvagar/urininkontinens/. Läst 21 maj 2021.